# Cookie Clicker
Cookie Clicker é um jogo incremental de 2013 criado pelo programador francês Julien Thiennot. Os jogadores inicialmente clicam em um grande cookie na tela, ganhando um cookie por clique. Eles podem então gastar cookies em edifícios, que produzirão cookies automaticamente. As atualizações podem melhorar a eficiência dos cliques e dos edifícios, e outras mecânicas levam a muitas outras maneiras pelas quais o jogador pode ganhar cookies. Embora o jogo não tenha terminado, ele tem centenas de conquistas, e os usuários podem tentar alcançar um número significativamente grande de cookies.
O jogo é um dos primeiros e mais importantes no gênero de jogos incrementais e possui uma base de fãs dedicada. Embora a primeira versão tenha sido codificada em uma noite, o Cookie Clicker é atualizado regularmente. Foi amplamente descrito como viciante, e observou-se que o jogo quase não requer um humano para jogá-lo. O jogo possui um apocalipse como tema, e a jogabilidade em conjunto com as notícias veiculadas na parte superior central da tela podem ser entendidas como críticas ao fanatismo religioso e a exploração econômica.

## Jogabilidade
Em primeiro lugar, o jogador clica no cookie no lado esquerdo da tela para ganhar um cookie por clique. Com esses cookies, o jogador pode comprar construções, como cursores, avós, fazendas e mais, e com isso, ele ganha cookies por segundo (No jogo, abreviado como CpS). O jogador pode também comprar melhorias que aumentam a produção de cookies em geral, de produção de cookies por clique, construções, e mais derivados.
As melhorias de construção dobram a produção de cookies de certa construção, As melhorias da produção de cookies em geral aumentam a produção por um número fixo (+1%, +2%, +3%...), e as melhorias de produção de cookies por clique adicionam +1% do seu CpS aos cookies que você ganha ao clicar no grande cookie a esquerda da tela. Esses são os básicos, pois há também mais outros tipos de melhorias mais complexas.
Os cookies dourados são cookies que tem uma cor dourada, eles aparecem e desaparecem ao longo de alguns segundos (~20s a 1m) periodicamente, e se um cookie dourado for clicado lhe dará bônus, tais como o aumento da taxa de produção por um curto período de tempo, aumento da produção de cookies por clique e uma "tempestade de cookies". A tempestade de cookies consiste em muitos cookies dourados aparecendo na tela, que se clicados darão um número de Cookies dependendo do seu CpS. Também há uma pequena chance do cookie dourado escolher uma construção aleatória e multiplicar seu CpS por a quantidade de construções desse tipo que você tem. (Por exemplo: 300 Cursores, +3,000% de produção total por alguns segundos)
O "Avópocalipse" é um evento que acontece ao fazer 9 pesquisas que levam 30 minutos para fazer cada uma. Tem três estágios, no Estágio 1, as vovós ficaram "acordadas", com 33% de chance de cada cookie dourado que aparecer, um Cookie da Fúria aparecerá, e também "Enrugados" irão aparecer. Cada Enrugado tira 5% do seu CpS, porém, clicando algumas vezes ele estoura, e você ganhará todos os cookies que perdeu com essa pena de 5%. É possível ter vários Enrugados de uma só vez. No Estágio 2, as vovós estão "descontentes", e os Cookies da Fúria aparecerão a cada 66% do tempo que um cookie dourado aparece. No Estágio 3, as vovós estão "bravas", com 100% de chance dos Cookies da Fúria aparecerem no lugar de um cookie dourado. Nesse estágio, é possível comprar o "Compromisso do Ancião", onde para o Avópocalipse por alguns minutos, custando 64 cookies mas vai aumentando de preço (x8) até que pare em 4.4 trilhão. É possivel também comprar o "Aliança dos Anciãos", onde para o Avópocalipse de uma vez, custando 66.6 Trilhões de Cookies, e também 5% do seu CpS total.
Cookies da Fúria (Wrath Cookie, em inglês), se clicados, lhe darão desvantagens, como por exemplo reduzir a produção de cookies pela metade por alguns minutos, perda de coockies ou certas construções darem apenas metade dos cookies produzidos. Mas existe uma pequena chance de um Cookie da Fúria ao ser clicado lhe dar uma vantegem que aumenta em 666 vezes a produção de Cookies.
Depois de ganhar uma certa quantidade de cookies, o jogador pode reiniciar o jogo para ganhar chips e prestígio celestial, o que aumentará a taxa de produção de biscoitos. Outras mecânicas, como atualizações de prestígio (desbloqueadas com chips celestiais), Enrugados, o Cookie Dragon e os minijogos do Pantheon e Grimoire também podem ser usados para aumentar a produção de cookies ou gerar mais cookies de outras maneiras (como quando o jogo está fechado). Os resultados podem ser obtidos ao completar várias tarefas, como produzir certos números de cookies totais ou possuir um número específico de um item.
O jogo possui crescimento geométrico - o jogador começa a cozinhar punhados de biscoitos, mas pode chegar rapidamente a bilhões de cookies, e eventualmente, números absurdamente grandes que, em teoria, não possuem um limite abaixo do infinito. O jogo não tem nenhum final.

## História
Julien "Orteil" Thiennot criou o Cookie Clicker em agosto de 2013. Escrito em uma única noite, o jogo foi postado em um link no 4chan e conquistou 50.000 jogadores em algumas horas. Um mês após o lançamento inicial do jogo, ganhava mais de 200 mil jogadores por dia. Orteil escreveu mais tarde que o tráfego atingiu 1,5 milhão de visitas em um dia em agosto de 2013 e, a partir de janeiro de 2014, o Cookie Clicker ainda obtinha 225.000 acessos por dia. O jogo teve atualizações contínuas desde a sua versão inicial, incluindo a atualização "legado" em fevereiro de 2016 e a atualização "espiritual" em julho de 2017.